# De Kazakkendraaiers
De Kazakkendraaiers was een Vlaams, humoristisch panel- en spelprogramma van en met Bart De Pauw dat vanaf 27 februari 2011 te zien was op Eén. De laatste aflevering werd op zondag 22 mei 2011 uitgezonden. Het geheel werd gepresenteerd door Cath Luyten.

## Concept
De gastspelers die de kapiteins Bart De Pauw en David Galle bijstaan zijn BV's, acteurs, stand-upcomedians, etc. Zo nemen onder meer Henk Rijckaert, Sven De Leijer, Bart Cannaerts, Adriaan Van den Hoof, Lieven Scheire, Tom Lenaerts, Janne Desmet, Nathalie Meskens en Philippe Geubels deel aan De Kazakkendraaiers.
De twee vaste kapiteins nemen het samen met een teamgenoot tegen elkaar op in opdrachten die ze voor elkaar hebben bedacht. Ze moeten zich zowel in de studio als in het echte leven uit penibele situaties trachten te redden met als enige wapen hun mondigheid. Tussen de studiorondes door zijn er filmpjes waarin ‘de kazakken’ ook in het echte leven bewijzen dat ze hun plan kunnen trekken in allerlei absurde situaties. Het team dat op het einde van de avond het publiek van zijn kunnen overtuigd heeft, krijgt de titel van ‘Beste Kazakkendraaier’.

## Kijkcijfers
De eerste uitzending van De Kazakkendraaiers kon 1.374.223 kijkers bekoren, de tweede uitzending had er met 1.173.629 kijkers ruim 200.000 minder.
| #  | Datum van uitzending | Gastspelers                          | Aantal kijkers |
| -- | -------------------- | ------------------------------------ | -------------- |
| 1  | 27 februari 2011     | Lieven Scheire, Nathalie Meskens     | 1.374.223      |
| 2  | 6 maart 2011         | Bart Cannaerts, Philippe Geubels     | 1.173.629      |
| 3  | 13 maart 2011        | Jonas Geirnaert, Henk Rijckaert      | 1.129.632      |
| 4  | 20 maart 2011        | Tom Lenaerts, Dimitri Leue           | 1.162.377      |
| 5  | 27 maart 2011        | Tine Embrechts, Adriaan Van den Hoof | 1.061.426      |
| 6  | 3 april 2011         | Bart Peeters, Dries Heyneman         | 1.057.210      |
| 7  | 10 april 2011        | Jan Verheyen, Lieven Scheire         | 808.404        |
| 8  | 17 april 2011        | Dimitri Leue, Janne Desmet           | 799.669        |
| 9  | 24 april 2011        | Pieter Embrechts, Henk Rijckaert     | 540.712        |
| 10 | 1 mei 2011           | Jonas Van Geel, Bart Peeters         | 700.268        |
| 11 | 8 mei 2011           | Thomas Smith, Adriaan Van den Hoof   | 601.881        |
| 12 | 15 mei 2011          | Janne Desmet, Sven De Leijer         | --             |
| 13 | 22 mei 2011          | Herhaling beste fragmenten           | 668.011        |

## Einde
Volgens een woordvoerder van de VRT komt er geen tweede seizoen van het programma. Uit een intern onderzoek van de VRT blijkt namelijk dat kijkers het niet geschikt vinden als zondagavondprogramma.